# عقاب مورغا

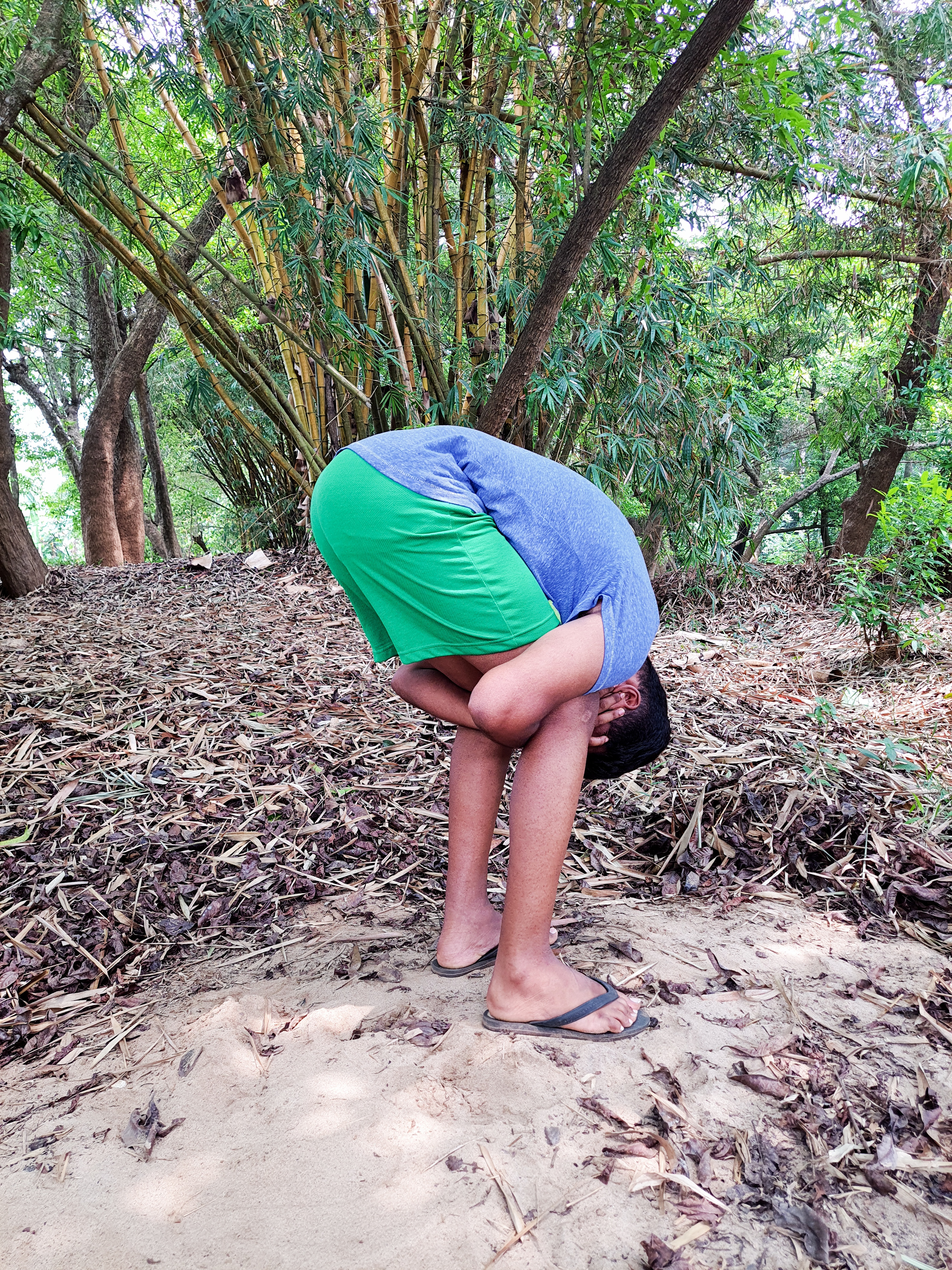
في الصورة مثال على وضعية مورغا العقابية المستخدمة في شبه القارة الهندية.

مورغا هي وضع إجهاد يستخدم كعقاب بدني بشكل رئيسي في أجزاء من شبه القارة الهندية (على وجه التحديد شمال الهند وباكستان وبنغلاديش). يتم استخدامه بشكل أساسي في المؤسسات التعليمية للطلاب من كلا الجنسين عادة من قبل المعلمات، وأحيانًا من قبل الشرطة كعقوبة صغيرة وغير رسمية للجرائم الصغيرة. عادة ما يتم تطبيق العقوبة على مراّى من الجميع، والغرض من ذلك هو وقف الجريمة من خلال إلحاق الألم، وردع تكرار الجريمة من خلال تشهير الجاني وتقديم مثال مفيد للآخرين.
تعني كلمة مورجا الديك باللغات الهندية والأردية والبنغالية. يتخذ الشخص المعاقب وضعًا يشبه وضع الديك، عن طريق القرفصاء ثم لف الذراعين خلف الركبتين وإمساك الأذنين بإحكام. 

## في الجنس والأباحية
أصبحت عقوبات مروغا شائعة في المقاطع الاباحية وخاص تلك المتعلقة بميول السيطرة والخضوع أو (BDSM) حيث يقوم المسيطر كنوع من تاديب الخاضع بجعله يقف في وضعية مورغا، مع ضربه على المؤخرة أو جعله يسير أو يعد الوقت بصوت عالي لزيادة الذل والأذية.